# L'isola del tesoro (singolo)
L'isola del tesoro è un singolo di Lino Toffolo pubblicato nel 1982.

## Descrizione
Il brano fu cantato insieme a Fabiana Cantini, con Douglas Meakin ai cori, venne usato come sigla dell'anime omonimo. Il brano è stato scritto da Stefano Jurgens su musica di Fabio Massimo Cantini (padre di Fabiana, qui accreditato sotto lo pseudonimo di Argante), e con arrangiamento di Aldo Tamborrelli.
La versione strumentale del pezzo messa a completamento del 45 giri comparirà anche come lato B del singolo Nero cane di leva/L'isola del tesoro.